# Norvegia ai Giochi della XXXI Olimpiade
La Norvegia ha partecipato ai Giochi della XXXI Olimpiade, che si sono svolti a Rio de Janeiro, Brasile, dal 5 al 21 agosto 2016.

## Medaglie
| Riepilogo quotidiano | Riepilogo quotidiano | Riepilogo quotidiano | Riepilogo quotidiano | Riepilogo quotidiano | Riepilogo quotidiano | Riepilogo quotidiano |
| -------------------- | -------------------- | -------------------- | -------------------- | -------------------- | -------------------- | -------------------- |
| Giorno               | Data                 |                      |                      |                      | Totale               |                      |
| 1º                   | 6                    | 0                    | 0                    | 0                    | 0                    |                      |
| 2º                   | 7                    | 0                    | 0                    | 0                    | 0                    |                      |
| 3º                   | 8                    | 0                    | 0                    | 0                    | 0                    |                      |
| 4º                   | 9                    | 0                    | 0                    | 0                    | 0                    |                      |
| 5º                   | 10                   | 0                    | 0                    | 0                    | 0                    |                      |
| 6º                   | 11                   | 0                    | 0                    | 1                    | 1                    |                      |
| 7º                   | 12                   | 0                    | 0                    | 1                    | 1                    |                      |
| 8º                   | 13                   | 0                    | 0                    | 0                    | 0                    |                      |
| 9º                   | 14                   | 0                    | 0                    | 1                    | 1                    |                      |
| 10º                  | 15                   | 0                    | 0                    | 0                    | 0                    |                      |
| 11º                  | 16                   | 0                    | 0                    | 0                    | 0                    |                      |
| 12º                  | 17                   | 0                    | 0                    | 0                    | 0                    |                      |
| 13º                  | 18                   | 0                    | 0                    | 1                    | 1                    |                      |
| 14º                  | 19                   | 0                    | 0                    | 0                    | 0                    |                      |
| 15º                  | 20                   | 0                    | 0                    | 1                    | 1                    |                      |
| 16º                  | 21                   | 0                    | 0                    | 0                    | 0                    |                      |
| Totale               | Totale               | 0                    | 0                    | 4                    | 4                    |                      |

### Medagliere per disciplina
| Sport       | Oro | Argento | Bronzo | Totale |
| ----------- | --- | ------- | ------ | ------ |
| Canottaggio | 0   | 0       | 2      | 2      |
| Lotta       | 0   | 0       | 1      | 1      |
| Pallamano   | 0   | 0       | 1      | 1      |
| Totale      | 0   | 0       | 4      | 4      |

### Medagliati
| Medaglia | Nome | Sport       | Evento                            | Data      |
| -------- | --- | ----------- | --------------------------------- | --------- |
| Bronzo   | Olaf Tufte Kjetil Borch | Canottaggio | 2 di coppia maschile              | 11 agosto |
| Bronzo   | Kristoffer Brun Are Strandli | Canottaggio | 2 di coppia pesi leggeri maschile | 12 agosto |
| Bronzo   | Stig André Berge | Lotta       | 59 kg                             | 14 agosto |
| Bronzo   | Kari Aalvik Grimsbø Ida Alstad Emilie Hegh Arntzen Stine Bredal Oftedal Marit Malm Frafjord Camilla Herrem Veronica Kristiansen Amanda Kurtović Katrine Lunde Heidi Løke Mari Molid Nora Mørk Linn-Kristin Riegelhuth Koren Sanna Solberg | Pallamano   | Torneo femminile                  | 20 agosto |

## Delegazione
| Sport            | Uomini | Donne | Totale |
| ---------------- | ------ | ----- | ------ |
| Atletica leggera | 8      | 7     | 15     |
| Canottaggio      | 5      | 0     | 5      |
| Ciclismo         | 5      | 2     | 7      |
| Ginnastica       | 1      | 0     | 1      |
| Golf             | 1      | 2     | 3      |
| Lotta            | 1      | 1     | 2      |
| Nuoto            | 1      | 1     | 2      |
| Pallamano        | 0      | 14    | 14     |
| Taekwondo        | 0      | 1     | 1      |
| Tiro             | 3      | 1     | 4      |
| Tiro con l'arco  | 1      | 0     | 1      |
| Triathlon        | 1      | 0     | 1      |
| Vela             | 2      | 4     | 6      |
| Totale           | 29     | 33    | 62     |

## Risultati

### Atletica leggera
| Q | Qualificato al turno successivo per la posizione in qualificazione                                                           |
| q | Qualificato per il turno successivo per ripescaggio o, negli eventi su campo, conquistando la misura minima per qualificarsi |

#### Maschile
Eventi di corsa su pista e strada
| Atleta               | Evento         | Batteria  | Batteria  | Semifinale      | Semifinale      | Finale          | Finale          |
| Atleta               | Evento         | Risultato | Posizione | Risultato       | Posizione       | Risultato       | Posizione       |
| -------------------- | -------------- | --------- | --------- | --------------- | --------------- | --------------- | --------------- |
| Håvard Haukenes      | Marcia 50 km   | N.D.      | N.D.      | N.D.            | N.D.            | 3h 46'33"       | 7°              |
| Filip Ingebrigtsen   | 1500 m piani   | dq        | dq        | non qualificato | non qualificato | non qualificato | non qualificato |
| Henrik Ingebrigtsen  | 1500 m piani   | 3'38"50   | 5º Q      | 3'42"51         | 11º             | non qualificato | non qualificato |
| Sondre Nordstad Moen | Maratona       | N.D.      | N.D.      | N.D.            | N.D.            | 2h 14'17"       | 19º             |
| Jaysuma Saidy Ndure  | 200 m piani    | 20"78     | =7º       | non qualificato | non qualificato | non qualificato | non qualificato |
| Erik Tysse           | Marcia 20 km   | N.D.      | N.D.      | N.D.            | N.D.            | 1h 26'06"       | 48º             |
| Karsten Warholm      | 400 m ostacoli | 48"49     | 1º Q      | 48"81           | 4º              | non qualificato | non qualificato |

Eventi su campo
| Atleta                | Evento           | Qualifica | Qualifica | Finale          | Finale          |
| Atleta                | Evento           | Distanza  | Posizione | Distanza        | Posizione       |
| --------------------- | ---------------- | --------- | --------- | --------------- | --------------- |
| Sven Martin Skagestad | Lancio del disco | 62,45 m   | 13º       | non qualificato | non qualificato |

#### Femminile
Eventi di corsa su pista e strada
| Atleta                    | Evento         | Batteria  | Batteria  | Quarti di finale | Quarti di finale | Semifinale      | Semifinale      | Finale          | Finale          |
| Atleta                    | Evento         | Risultato | Posizione | Risultato        | Posizione        | Risultato       | Posizione       | Risultato       | Posizione       |
| ------------------------- | -------------- | --------- | --------- | ---------------- | ---------------- | --------------- | --------------- | --------------- | --------------- |
| Karoline Bjerkeli Grøvdal | 10000 m        | N.D.      | N.D.      | N.D.             | N.D.             | N.D.            | N.D.            | 31'14"07        | 9ª              |
| Karoline Bjerkeli Grøvdal | 5000 m         | 15'17"83  | 4ª Q      | N.D.             | N.D.             | N.D.            | N.D.            | 14'57"53        | 7ª              |
| Hedda Hynne               | 800 m piani    | 2'01"64   | 5ª        | N.D.             | N.D.             | N.D.            | N.D.            | non qualificata | non qualificata |
| Amalie Iuel               | 400 m ostacoli | 56"75     | 6ª        | N.D.             | N.D.             | non qualificata | non qualificata | non qualificata | non qualificata |
| Ingeborg Løvnes           | 3000 m siepi   | 9'44"85   | 13ª       | N.D.             | N.D.             | N.D.            | N.D.            | non qualificata | non qualificata |
| Ezinne Okparaebo          | 100 m piani    | Bye       | Bye       | 11"43            | 4ª               | non qualificata | non qualificata | non qualificata | non qualificata |
| Isabelle Pedersen         | 100 m ostacoli | 12"86     | 3ª Q      | N.D.             | N.D.             | 12"88           | 3ª              | non qualificata | non qualificata |

Eventi su campo
| Atleta         | Evento        | Qualifica | Qualifica | Finale          | Finale          |
| Atleta         | Evento        | Distanza  | Posizione | Distanza        | Posizione       |
| -------------- | ------------- | --------- | --------- | --------------- | --------------- |
| Tonje Angelsen | Salto in alto | 1,80 m    | 32ª       | non qualificata | non qualificata |

### Canottaggio
| FA   | Qualificato in finale A (per le medaglie)     |
| FB   | Qualificato in finale B (non per le medaglie) |
| FC   | Qualificato in finale C (non per le medaglie) |
| FD   | Qualificato in finale D (non per le medaglie) |
| FE   | Qualificato in finale E (non per le medaglie) |
| FF   | Qualificato in finale F (non per le medaglie) |
| SA/B | Semifinali A/B                                |
| SC/D | Semifinali C/D                                |
| SE/F | Semifinali E/F                                |
| QF   | Qualificato ai quarti di finale               |
| R    | Ripescaggio                                   |

Maschile
| Atleta                       | Evento            | Batteria | Batteria  | Ripescaggio | Ripescaggio | Quarti di finale | Quarti di finale | Semifinali | Semifinali | Finale  | Finale    |
| Atleta                       | Evento            | Tempo    | Posizione | Tempo       | Posizione   | Tempo            | Posizione        | Tempo      | Posizione  | Tempo   | Posizione |
| ---------------------------- | ----------------- | -------- | --------- | ----------- | ----------- | ---------------- | ---------------- | ---------- | ---------- | ------- | --------- |
| Nils Jakob Hoff              | Singolo           | 7'17"47  | 1° QF     | Bye         | Bye         | 6'57"94          | 3° SA/B          | 7'39"12    | 6° FB      | 7'02"66 | 11°       |
| Kjetil Borch Olaf Tufte      | 2 di coppia       | 6'30"58  | 2° SA/B   | Bye         | Bye         | N.D.             | N.D.             | 6'13"50    | 2° FA      | 6'31"39 | Bronzo    |
| Kristoffer Brun Are Strandli | 2 di coppia p. l. | 6'24"81  | 1° SA/B   | Bye         | Bye         | N.D.             | N.D.             | 6'38"65    | 2° FA      | 6'31"39 | Bronzo    |

### Ciclismo

#### Ciclismo su strada
Maschile
| Atleta               | Evento         | Tempo       | Classifica |
| -------------------- | -------------- | ----------- | ---------- |
| Sven Erik Bystrøm    | Corsa in linea | DNF         | DNF        |
| Edvald Boasson Hagen | Corsa in linea | DNF         | DNF        |
| Edvald Boasson Hagen | Cronometro     | 1h 21'12"35 | 30º        |
| Vegard Stake Laengen | Corsa in linea | 6h 30'05"   | 50º        |
| Lars Petter Nordhaug | Corsa in linea | 6h 30'05"   | 48º        |

Femminile
| Atleta     | Evento         | Tempo     | Classifica |
| ---------- | -------------- | --------- | ---------- |
| Vita Heine | Corsa in linea | 3h 58'34" | 33ª        |
| Vita Heine | Cronometro     | 50'23"39  | 25ª        |

#### Mountain bike
Femminile
| Atleta          | Evento        | Tempo     | Classifica |
| --------------- | ------------- | --------- | ---------- |
| Gunn-Rita Dahle | Cross-country | 1h 33'34" | 10ª        |

#### BMX
Maschile
| Atleta         | Evento      | Seeding   | Seeding   | Quarto di finale | Quarto di finale | Semifinale      | Semifinale      | Finale          | Finale          |
| Atleta         | Evento      | Risultato | Posizione | Punti            | Posizione        | Punti           | Posizione       | Risultato       | Posizione       |
| -------------- | ----------- | --------- | --------- | ---------------- | ---------------- | --------------- | --------------- | --------------- | --------------- |
| Tore Navrestad | Individuale | 36"484    | 28°       | 19 p.ti          | 6°               | non qualificato | non qualificato | non qualificato | non qualificato |

### Ginnastica

#### Ginnastica artistica
Maschile
| Atleta           | Evento               | Qualificazione | Qualificazione | Qualificazione | Qualificazione | Qualificazione | Qualificazione | Qualificazione | Qualificazione | Finale          | Finale          | Finale          | Finale          | Finale          | Finale          | Finale          | Finale          |
| Atleta           | Evento               | Attrezzo       | Attrezzo       | Attrezzo       | Attrezzo       | Attrezzo       | Attrezzo       | Totale         | Posizione      | Attrezzo        | Attrezzo        | Attrezzo        | Attrezzo        | Attrezzo        | Attrezzo        | Totale          | Posizione       |
| Atleta           | Evento               | CL             | C              | A              | V              | P              | S              | Totale         | Posizione      | CL              | C               | A               | V               | P               | S               | Totale          | Posizione       |
| ---------------- | -------------------- | -------------- | -------------- | -------------- | -------------- | -------------- | -------------- | -------------- | -------------- | --------------- | --------------- | --------------- | --------------- | --------------- | --------------- | --------------- | --------------- |
| Stian Skjerahaug | Concorso individuale | 14,166         | 14,233         | 13,266         | 14,700         | 14,266         | 13,700         | 84,331         | 32º            | non qualificato | non qualificato | non qualificato | non qualificato | non qualificato | non qualificato | non qualificato | non qualificato |

### Golf
Maschile
| Atleta        | Evento   | Round 1   | Round 2   | Round 3   | Round 4   | Totale | Totale | Totale     |
| Atleta        | Evento   | Punteggio | Punteggio | Punteggio | Punteggio | Totale | Par    | Classifica |
| ------------- | -------- | --------- | --------- | --------- | --------- | ------ | ------ | ---------- |
| Espen Kofstad | Maschile | 72        | 76        | 69        | 69        | 286    | +2     | =43º       |

Femminile
| Atleta             | Evento    | Round 1   | Round 2   | Round 3   | Round 4   | Totale | Totale | Totale     |
| Atleta             | Evento    | Punteggio | Punteggio | Punteggio | Punteggio | Totale | Par    | Classifica |
| ------------------ | --------- | --------- | --------- | --------- | --------- | ------ | ------ | ---------- |
| Suzann Pettersen   | Femminile | 71        | 69        | 69        | 68        | 277    | -7     | 10ª        |
| Marianne Skarpnord | Femminile | 69        | 66        | 75        | 73        | 283    | -1     | =25ª       |

### Lotta

#### Greco-Romana
Maschile
| Atleta           | Evento | Qualificazione           | Ottavi                   | Quarti                | Semifinali           | Ripescaggio Turno 1  | Ripescaggio Turno 2          | Finale                     | Pos.   |
| Atleta           | Evento | Avversario Risultato     | Avversario Risultato     | Avversario Risultato  | Avversario Risultato | Avversario Risultato | Avversario Risultato         | Avversario Risultato       | Pos.   |
| ---------------- | ------ | ------------------------ | ------------------------ | --------------------- | -------------------- | -------------------- | ---------------------------- | -------------------------- | ------ |
| Stig André Berge | −59 kg | Lee J.-b. (KOR) V 3-0 PO | S. Daurov (BLR) V 3-0 PO | S. Ōta (JPN) P 0-3 PO | non qualificato      | Bye                  | A. Kebispayev (KAZ) V 3-0 PO | R. Bayramov (AZE) V 3-1 PP | Bronzo |

#### Libera
Femminile
| Atleta            | Evento | Qualificazione       | Ottavi                     | Quarti               | Semifinali           | Ripescaggio Turno 1  | Ripescaggio Turno 2  | Finale/ Finale per il bronzo | Pos. |
| Atleta            | Evento | Avversario Risultato | Avversario Risultato       | Avversario Risultato | Avversario Risultato | Avversario Risultato | Avversario Risultato | Avversario Risultato         | Pos. |
| ----------------- | ------ | -------------------- | -------------------------- | -------------------- | -------------------- | -------------------- | -------------------- | ---------------------------- | ---- |
| Signe Marie Store | −69 kg | Bye                  | J. Fransson (SWE) P 0-3 PO | non qualificata      | non qualificata      | non qualificata      | non qualificata      | non qualificata              | 18ª  |

### Nuoto
Maschile
| Atleta              | Evento              | Batterie | Batterie   | Semifinali      | Semifinali      | Finale          | Finale          |
| Atleta              | Evento              | Tempo    | Classifica | Tempo           | Classifica      | Tempo           | Classifica      |
| ------------------- | ------------------- | -------- | ---------- | --------------- | --------------- | --------------- | --------------- |
| Henrik Christiansen | 200 m stile libero  | 1'50"09  | 40º        | non qualificato | non qualificato | non qualificato | non qualificato |
| Henrik Christiansen | 400 m stile libero  | 3'47"90  | 17º        | N.D.            | N.D.            | non qualificato | non qualificato |
| Henrik Christiansen | 1500 m stile libero | 14'55"40 | 8º Q       | N.D.            | N.D.            | 15'02"66        | 8º              |

Femminile
| Atleta          | Evento             | Batterie | Batterie   | Semifinali      | Semifinali      | Finale          | Finale          |
| Atleta          | Evento             | Tempo    | Classifica | Tempo           | Classifica      | Tempo           | Classifica      |
| --------------- | ------------------ | -------- | ---------- | --------------- | --------------- | --------------- | --------------- |
| Susann Bjørnsen | 50 m stile libero  | 25"05    | 24ª        | non qualificata | non qualificata | non qualificata | non qualificata |
| Susann Bjørnsen | 100 m stile libero | 55"35    | 27ª        | non qualificata | non qualificata | non qualificata | non qualificata |

### Taekwondo
Femminile
| Atleta     | Evento | Ottavi                  | Quarti               | Semifinale           | Ripescaggio Turno 1  | Ripescaggio Turno 2  | Finale               | Classifica      |
| Atleta     | Evento | Avversario Risultato    | Avversario Risultato | Avversario Risultato | Avversario Risultato | Avversario Risultato | Avversario Risultato | Classifica      |
| ---------- | ------ | ----------------------- | -------------------- | -------------------- | -------------------- | -------------------- | -------------------- | --------------- |
| Tina Skaar | +67 kg | M. Mandić (SRB) P (2-8) | non qualificata      | non qualificata      | non qualificata      | non qualificata      | non qualificata      | non qualificata |

### Tiro con l'arco
Maschile
| Atleta              | Evento      | Round di qualificazione | Round di qualificazione | 32-esimi                  | 16-esimi                    | Ottavi                    | Quarti                    | Semifinali                | Finale/ Finale per il bronzo | Pos.            |
| Atleta              | Evento      | Punteggio               | Seed                    | Avversario Seed Punteggio | Avversario Seed Punteggio   | Avversario Seed Punteggio | Avversario Seed Punteggio | Avversario Seed Punteggio | Avversario Seed Punteggio    | Pos.            |
| ------------------- | ----------- | ----------------------- | ----------------------- | ------------------------- | --------------------------- | ------------------------- | ------------------------- | ------------------------- | ---------------------------- | --------------- |
| Bård Magnus Nesteng | Individuale | 663                     | 26                      | Yu G.-l. (TPE) (39) V 6-5 | T. Furukawa (JPN) (7) P 0-6 | non qualificato           | non qualificato           | non qualificato           | non qualificato              | non qualificato |

### Tiro a segno/volo
Maschile
| Atleta             | Evento                      | Qualificazione | Qualificazione | Finale          | Finale          |
| Atleta             | Evento                      | Punteggio      | Classifica     | Punteggio       | Classifica      |
| ------------------ | --------------------------- | -------------- | -------------- | --------------- | --------------- |
| Odd Arne Brekne    | Carabina 50m a terra        | 620,9          | 28º            | non qualificato | non qualificato |
| Odd Arne Brekne    | Carabina 50m 3 posizioni    | 1171           | 13º            | non qualificato | non qualificato |
| Ole Kristian Bryhn | Carabina 10m aria compressa | 617,9          | 40º            | non qualificato | non qualificato |
| Ole Kristian Bryhn | Carabina 50m a terra        | 616,7          | 43º            | non qualificato | non qualificato |
| Ole Kristian Bryhn | Carabina 50m 3 posizioni    | 1777           | 3º Q           | 400,4           | 8º              |
| Are Hansen         | Carabina 10m aria compressa | 624,4          | 10º            | non qualificato | non qualificato |

Femminile
| Atleta           | Evento                      | Qualificazione | Qualificazione | Finale          | Finale          |
| Atleta           | Evento                      | Punteggio      | Classifica     | Punteggio       | Classifica      |
| ---------------- | --------------------------- | -------------- | -------------- | --------------- | --------------- |
| Malin Westerheim | Carabina 10m aria compressa | 412,2          | 30ª            | non qualificata | non qualificata |
| Malin Westerheim | Carabina 50m 3 posizioni    | 578            | 17ª            | non qualificata | non qualificata |

### Triathlon
Maschile
| Atleta               | Evento      | Nuoto  | Trans. 1 | Ciclismo | Trans. 2 | Corsa  | Totale    | Classifica |
| -------------------- | ----------- | ------ | -------- | -------- | -------- | ------ | --------- | ---------- |
| Kristian Blummenfelt | Individuale | 17'39" | 49"      | 56'12"   | 34"      | 32'17" | 1h 47'31" | 13º        |

### Vela
Maschile
| Atleta          | Evento | Regata | Regata | Regata | Regata | Regata | Regata | Regata | Regata | Regata | Regata | Regata | Regata | Regata | Punteggio Totale | Punteggio Netto | Classifica |
| Atleta          | Evento | 1      | 2      | 3      | 4      | 5      | 6      | 7      | 8      | 9      | 10     | 11     | 12     | M      | Punteggio Totale | Punteggio Netto | Classifica |
| --------------- | ------ | ------ | ------ | ------ | ------ | ------ | ------ | ------ | ------ | ------ | ------ | ------ | ------ | ------ | ---------------- | --------------- | ---------- |
| Kristian Ruth   | Laser  | 47 UFD | 13     | 32     | 2      | 29     | 16     | 25     | 47 BFD | 15     | 3      | N.D.   | N.D.   | EL     | 256              | 209             | 27º        |
| Anders Pedersen | Finn   | 8      | 16     | 18     | 8      | 22     | 16     | 9      | 14     | 5      | 15     | N.D.   | N.D.   | EL     | 131              | 109             | 17º        |

Femminile
| Atleta                   | Evento       | Regata | Regata | Regata | Regata | Regata | Regata | Regata | Regata | Regata | Regata | Regata | Regata | Regata | Punteggio Totale | Punteggio Netto | Classifica |
| Atleta                   | Evento       | 1      | 2      | 3      | 4      | 5      | 6      | 7      | 8      | 9      | 10     | 11     | 12     | M      | Punteggio Totale | Punteggio Netto | Classifica |
| ------------------------ | ------------ | ------ | ------ | ------ | ------ | ------ | ------ | ------ | ------ | ------ | ------ | ------ | ------ | ------ | ---------------- | --------------- | ---------- |
| Maria Mollestad          | RS:X         | 14     | 10     | 20     | 14     | 18     | 20     | 14     | 6      | 11     | 7      | 17     | 11     | EL     | 161              | 141             | 12ª        |
| Tiril Bue                | Laser Radial | 18     | 18     | 13     | 6      | 19     | 24     | 22     | 25     | 18     | 27     | N.D.   | N.D.   | EL     | 190              | 163             | 23ª        |
| Maia Agerup Ragna Agerup | 49erFX       | 10     | 18     | 15     | 17     | 9      | 17     | 13     | 4      | 6      | 13     | 17     | 11     | EL     | 150              | 132             | 14ª        |